# Recensămintele Statelor Unite ale Americii

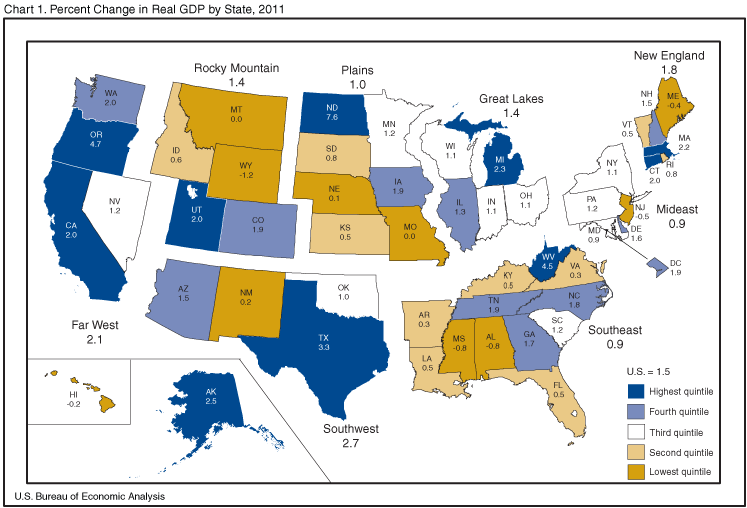
Regiunile econimice de efectuare a recensământului.
(Harta a fost realizată de U. S. Bureau of Economic Analysis, cunoscut sub acronimul BEA.)

De-a lungul existenței Statelor Unite ale Americii, au existat 23 de recensăminte.  Conform legii, recensământul națiunii se efectueză din zece în zece ani, începând cu anul 1790.  Cele 23 de recensăminte au fost următoarele.
1. 1790 -- Recensământul Statelor Unite ale Americii din 1790 a numărat aproximativ 4.000.000 de oameni;
2. 1800 -- Recensământul Statelor Unite ale Americii din 1800 -- nu se știe numărul aproximativ de oameni ai națiunii întrucât rezultatele s-au pierdut;
3. 1810 -- Recensământul Statelor Unite ale Americii din 1810 -- nu se știe numărul aproximativ de oameni ai națiunii întrucât unele din rezultate sunt dispersate, iar altele s-au pierdut;
4. 1820 -- Recensământul Statelor Unite ale Americii din 1820 a numărat 9.638.453 de locuitori.
5. 1830 -- Recensământul Statelor Unite ale Americii din 1830 a numărat 12.886.020 de persoane;
6. 1840 -- Recensământul Statelor Unite ale Americii din 1840 a numărat 17.069.453 de oameni;
7. 1850 -- Recensământul Statelor Unite ale Americii din 1850 a numărat 23.191.876 de locuitori;
8. 1860 -- Recensământul Statelor Unite ale Americii din 1860 a numărat 31.443.321 de persoane;
9. 1870 -- Recensământul Statelor Unite ale Americii din 1870 a numărat 38.558.371 de oameni;
10. 1880 -- Recensământul Statelor Unite ale Americii din 1880 a numărat 50.189.209 de locuitori;
11. 1890 -- Recensământul Statelor Unite ale Americii din 1890 a numărat 62.979.766 de persoane;
12. 1900 -- Recensământul Statelor Unite ale Americii din 1900 a numărat 76.212.168 de oameni;
13. 1910 -- Recensământul Statelor Unite ale Americii din 1910 a numărat 92.228.496 de locuitori;
14. 1920 -- Recensământul Statelor Unite ale Americii din 1920 a numărat 106.021.537 de persoane;
15. 1930 -- Recensământul Statelor Unite ale Americii din 1930 a numărat 123.202.624 de oameni;
16. 1940 -- Recensământul Statelor Unite ale Americii din 1940 a numărat 132.164.569 de locuitori;
17. 1950 -- Recensământul Statelor Unite ale Americii din 1950 a numărat 150.520.798 de persoane;
18. 1960 -- Recensământul Statelor Unite ale Americii din 1960 a numărat 179.323.175 de oameni;
19. 1970 -- Recensământul Statelor Unite ale Americii din 1970 a numărat 203.302.031 de locuitori;
20. 1980 -- Recensământul Statelor Unite ale Americii din 1980 a numărat 226.545.807 de persoane;
21. 1990 -- Recensământul Statelor Unite ale Americii din 1990 a numărat 248.709.873 de oameni;
22. 2000 -- Recensământul Statelor Unite ale Americii din 2000 a numărat 281.421.906 de locuitori;
23. 2010 -- Recensământul Statelor Unite ale Americii din 2010 a numărat 308.745.538 de persoane.

Viitorul recensământ va fi în 2020, conform legii.
24. 2020 -- Recensământul Statelor Unite ale Americii din 2020, este un eveniment viitor.